# Alfredo Foglino
Alfredo Foglino (Montevideo, 1º febbraio 1892 – Montevideo, 9 luglio 1968) è stato un calciatore uruguaiano, di ruolo difensore.

## Palmarès

### Club
- Campionato uruguaiano: 9

Nacional: 1912, 1915, 1916, 1917, 1919, 1920, 1922, 1923, 1924

### Nazionale
- Campeonato Sudamericano de Football: 3

Argentina 1916, Uruguay 1917, Cile 1920